# Port Coquitlam
Port Coquitlam är en ort i Kanada.   Den ligger i Metro Vancouver Regional District och provinsen British Columbia, i den södra delen av landet, 3 500 km väster om huvudstaden Ottawa. Port Coquitlam ligger 16 meter över havet och antalet invånare är 55 958.
Terrängen runt Port Coquitlam är varierad.Runt Port Coquitlam är det tätbefolkat, med 356 invånare per kvadratkilometer.. Närmaste större samhälle är Burnaby, 13,3 km väster om Port Coquitlam.
Runt Port Coquitlam är det i huvudsak tätbebyggt.